# Dương Quang, Gia Lâm
Dương Quang là một xã thuộc huyện Gia Lâm, thành phố Hà Nội, Việt Nam.

## Địa lý
Xã Dương Quang nằm ở phía đông huyện Gia Lâm, có vị trí địa lý: 
- Phía đông giáp tỉnh Bắc Ninh
- Phía tây giáp xã Dương Xá
- Phía nam giáp tỉnh Hưng Yên
- Phía bắc giáp hai xã Phú Thị và Kim Sơn, từ 2025 hai xã sáp nhập thành xã Phú Sơn

Xã Dương Quang có diện tích 5,68 km², dân số năm 2022 là 15.059 người, mật độ dân số đạt 2.651 người/km².

## Hành chính
Xã Dương Quang được chia thành 8 thôn: Bài Tâm, Bình Trù, Đề Trụ, Lam Cầu, Quang Trung, Quán Khê, Tự Môn, Yên Mỹ. Trong đó thôn Yên Mỹ là lớn nhất với khoảng 30% diện tích và 35% dân số của xã. Các trung tâm hành chính của xã như Ủy ban nhân dân, Hội đồng nhân dân, Trạm y tế, Trường học đều được đặt ở trung tâm xã (nằm giữa các thôn Quang Trung, Lam Cầu, Bình Trù). 
Các thôn Yên Mỹ, Bình Trù và Đề Trụ nằm ở phía Bắc và biệt lập với các thôn khác trong xã. Các thôn còn lại nằm quây quần và sát cạnh nhau tạo nên mật độ dân cư lớn trong khu vực. Quá trình hình thành các thôn gắn liền với quá trình sáp nhập và chia tách hành chính trong lịch sử của địa phương. Do đặc thù biến động dân cư cũng như chính trị trong khu vực ít xảy ra nên đa phần các thôn đều là các làng cổ với hệ thống lễ nghi và hương ước vẫn còn được bảo lưu khá nguyên vẹn.

## Lịch sử
Những ghi chép đầu tiên trong chính sử về vùng đất này là khoảng thời nhà Lý, gắn liền với quá trình khởi công và xây dựng chùa báo ân Siêu Loại thuộc thôn Quang Trung. Địa phận xã Dương Quang hiện nay thời Lý thuộc hương Siêu Loại, phủ Thiên Đức Đến thời Trần phủ Thiên Đức đổi thành lộ Bắc Giang.
Đến thời Hậu Lê, địa danh Dương Quang lần đầu được ghi chép trong Dư địa chí của Nguyễn Trãi. Đây là tên một tổng thuộc huyện Siêu Loại, phủ Thuận An, trấn Kinh Bắc, bao gồm 6 xã: An Mỹ, Bình Trù, Dương Quang, Dương Xá, Thuận Quang và An Bình.
Tương truyền vào khoảng cuối thời Hậu Lê, ở làng Duyên Khánh (phủ Thuận An, trấn Kinh Bắc) có nhiều người làm tiền giả. Sự việc đến tai vua và cả làng bị kết án chu di tam tộc. Sau đó, ngôi làng và cả đền chùa bị san phẳng để trừng phạt cũng như răn đe. Theo nguồn dã sử đó thì làng Duyên Khánh ngày nay là xứ đồng Bù Bến và đồng Gạch thuộc thôn Yên Mỹ ngày nay.
Năm 1831, vua Minh Mạng ban sắc lệnh bỏ trấn lập tỉnh, tổng Dương Quang lúc này thuộc tỉnh Bắc Ninh.
Năm 1862, đổi tên phủ Thuận An thành Thuận Thành, xã An Mỹ thành Yên Mỹ, xã An Bình thành Yên Bình.
Tháng 4 năm 1946, các xã Dương Quang, Yên Mỹ và Bình Trù hợp nhất thành xã Chiến Thắng, thuộc huyện Thuận Thành, tỉnh Bắc Ninh.
Ngày 20 tháng 4 năm 1961, Quốc hội ban hành Nghị quyết về việc sáp nhập xã Chiến Thắng vào thành phố Hà Nội quản lý.
Ngày 31 tháng 5 năm 1961, Hội đồng Chính phủ ban hành 78-CP. Theo đó, xã Chiến Thắng thuộc huyện Gia Lâm, thành phố Hà Nội quản lý.
Tháng 11 năm 1965, đổi tên xã Chiến Thắng thành xã Dương Quang.
Ngày 16 tháng 6 năm 2025, Ủy ban Thường vụ Quốc hội Việt Nam ban hành Nghị quyết số 1656/NQ-UBTVQH15. Theo đó, thành lập xã Thuận An trên cơ sở toàn bộ diện tích tự nhiên, quy mô dân số của xã Dương Quang và xã Lệ Chi, một phần diện tích tự nhiên, toàn bộ quy mô dân số của xã Đặng Xá và xã Phú Sơn thuộc huyện Gia Lâm cũ.

## Kinh tế
Nhờ có vị trí nằm ở cửa ngõ Thủ đô với vị trí giáp ranh 2 tỉnh Hưng Yên và Bắc Ninh nên xã có nhiều điều kiện để phát triển kinh tế, đặc biệt mỗi làng trong xã lại đều có một ngành nghề truyền thống riêng biệt như:
- Mây tre đan (chổi, giá, điếu, cọc móng...) thôn Quang Trung
- Nghề hàng xáo thôn Bình Trù
- Thợ nề, mộc, hàng xáo Yên Mỹ

Nghề mây tre đan: đan rổ, rá, sảo gánh ở thôn Quán Khê nay đã mai một. Nghề chẻ chổi tre, đòn gánh, điếu cày ở Quang Trung nay vẫn còn một số hộ giữ nghề. Nghề mộc ở Yên Mỹ nay chỉ còn khoảng 10 hộ trong thôn còn giữ nghề. 

## Văn hóa
Là một trong những địa phuơng còn mang đậm nét kiến trúc làng xã Việt Nam và ảnh hưởng của phật giáo Kinh Bắc cũng như phật giáo Trúc Lâm, xã hiện đang có 7 đình làng (thôn Bài Tâm mới thành lập gần đây nên vẫn thờ tự chung đình làng và thành hoàng với thôn Quang Trung) và 5 ngôi chùa. Ngoài ra còn có một nhà thờ công giáo La Mã thuộc giáo họ Đề Trụ, giáo xứ Tử Đình, giáo phận Bắc Ninh.
Chùa Báo ân Siêu Loại thuộc địa phận giáp ranh giữa thôn Quang Trung và thôn Tự Môn (do thôn nằm ngay trước của chùa nên được đặt tên như vậy). Ngoài ra chùa còn được gọi là chùa Thiên Đức do nằm sát với dòng sông Nghĩa Giang là một nhánh lớn của sông Thiên Đức (sông Đuống), nay sông chỉ còn là một dải ao, hồ kéo dài từ đê Đuống đến Văn Lâm (Hưng Yên). Theo sử sách, chùa được xây dựng vào năm Thuận Thiên thứ 7 tức năm 1016, tọa lạc gần dòng sông Thiên Đức thuộc hương Siêu Loại, phủ Thuận An, lộ Bắc Giang Hạ. Tuy nhiên dựa trên các hiện vật và dấu tích nghiên cứu khai quật khảo cổ học thì mới chỉ phát hiện dấu tích cổ nhất là khoảng thời Trần. Ngôi chùa gắn liền với quá trình phát triển của Thiền phái Trúc Lâm và con đường tu đạo của Phật hoàng Trần Nhân Tông. Đây cũng là ngôi chùa lớn nhất ở vùng ven kinh thành Thăng Long thời bấy giờ và sau này nhị tổ Pháp Loa đã được Sư tổ giao cho trụ trì chùa Báo Ân. Ngài đã biến nơi đây thành trung tâm Hoằng pháp Phật giáo lớn nhất cả nước thời đó nên xưa chùa còn được gọi là chùa Trăm Gian hoặc chùa Cả. Chùa đã nhiều lần được trùng tu trong các triều đại nhà Trần, Hậu Lê, Nguyễn nhưng từ sau thời kỳ cải cách ruộng đất, chùa bị mai một dần cũng như bị thu hẹp nhiều về phạm vi nên chỉ còn giữ lại được chủ yếu hệ thống bia đá. Chùa đã được xếp hạng di tích cấp tỉnh ngày 3 tháng 9 năm 2003 và được trùng tu lại vào năm 2019. Lễ hội chùa Báo Ân thường diễn ra vào ngày 14 tháng 4 âm lịch hàng năm.
Cụm di tích đình - chùa Yên Mỹ: tọa lạc tại thôn An Mỹ (làng Đầu), hương Siêu Loại, phủ Thuận An nay là thôn Yên Mỹ, xã Dương Quang, huyện Gia Lâm, Hà Nội. Chùa Yên Mỹ (Phúc Nhân Tự) được xây dựng vào thế kỷ XVIII - XIX thờ Phật và Pháp Điện (trong Tứ pháp) do vậy chùa Yên Mỹ nằm trong hệ thống chùa thờ Tứ Pháp. Đình Yên Mỹ được xây dựng từ thời Trần thờ vị thành hoàng làng là Quảng Độ Đại Vương, có công giúp dân dẹp loạn 12 xứ quân. Lễ hội đình Yên Mỹ được tổ chức hàng năm vào ngày 12 đến 13 tháng 3 âm lịch với nhiều nghi thức tế lễ, phần hội với nhiều trò chơi thu hút đông đảo người dân địa phương và vùng lân cận. Cụm di tích Đình chùa Yên Mỹ đã được thành phố xếp hạng di tích vào ngày 19 tháng 3 năm 2007.
Đình Lam Cầu được xây dựng tại thôn Lam Cầu vào cuối thời Hậu Lê thờ vị thần Long Đỗ hiệu là Quảng Lợi Bạch Mã đại vương. Đình sau đó đã được thành phố xếp hạng di tích vào năm 2007.

## Giao thông
Xã Dương Quang cách trung tâm thành phố Hà Nội 19km về phía Đông, nằm trên trục đường Phú Thị - Dương Quang - Lạc Đạo (Hưng Yên) nối quốc lộ 17 với tỉnh lộ 385 (Hưng Yên)
Vào năm 2021, xã đã có thêm hệ thống xe buýt tuyến 69 Bác Cổ - Dương Quang; với điểm đầu cuối là chợ Đình (thôn Yên Mỹ).

## Danh nhân
- Nguyễn Đức Quỳ (1914 - 1989) có quê quán ở An Mỹ (làng Đầu), tổng Dương Quang, phủ Thuận Thành nay là xóm Đông, thôn Yên Mỹ, xã Dương Quang, huyện Gia Lâm, Hà Nội. Ông còn có tên khác là Đào Thành Kim, Đào Bình Luống.
- Ngô Quốc Hạnh (1926- 1993), nhà cách mạng, phó chủ tịch ủy ban nhân dân thành phố Hà Nội
- Đào Cử (1449 - ?). người làng Thuần Khang, huyện Siêu Loại nay là thôn Yên Mỹ xã Dương Quang, huyện Gia Lâm, thành phố Hà Nội. Tên ông được đặt cho một con đường ở ngoại thành thành phố Hồ Chí Minh.